# Pan (band)
Pan was een Turkse band uit de jaren 80.
Ze vertegenwoordigden Turkije op het Eurovisiesongfestival 1989 met het lied Bana Bana, ze eindigden 21ste.
De groepsleden waren Hazal Selçuk, Sarper Semiz, Vedat Sakman en Arzu Ece.
Arzu Ece, zou in '95 solo aantreden voor Turkije. 